# Стражилово (ТВ филм из 1981)
„Стражилово” је југословенски ТВ филм из 1981. године. Режирао га је Андрија Ђукић а сценарио је написан по делу Милоша Црњанског.

## Улоге
| Глумац             | Улога |
| ------------------ | ----- |
| Владислав Каћански |       |